# NLAW
NLAW (Next Generation Light Anti-tank Weapon) はスウェーデンとイギリスが合同で開発し、慣性航法を利用したPLOS （英語: Predicted Line Of Sight：予測照準線一致方式） を用いる、携行式対戦車ミサイルである。主に歩兵によって運用され、射手は発射器を肩に担いで射撃する。使用後の発射器は使い捨てとなる。

## 概要
2002年にスウェーデンのサーブボフォースダイナミクスとイギリスのタレスエアディフェンスによって開発され、イギリスではen:LAW 80の後継として採用された。スウェーデンでは名称が異なりRB-57と呼ばれている。フィンランド、ルクセンブルグ、マレーシアなどの国に採用されている。
ユニット価格は37,000米ドル。製造後の保管寿命は約20年とされる。
2022年のロシアによるウクライナ侵攻の際、侵攻直前にイギリスからウクライナに対し2000発のNLAWが供与され、ロシア軍に対し大きな損害を与えている。

## 動作システム

### 発射時
NLAWの特徴は、PLOS (Predicted Line of Sight) による弾道補正により高い命中精度を得られる点である。PLOS方式では目標そのものではなく、射手が行う照準の動きから角速度情報を取得し、これに基づいて弾体の飛翔経路を算出する。レーザー距離計などによる直接的な距離情報は必要としない。その後発射された弾体は慣性航法装置でのジャイロや加速度計により算出される飛翔状況と前述で得た飛翔経路を照らし合わせ、誤差を補正しながら飛翔することで目標へ到達する。このため目標が移動している車両であっても、目標の未来予測位置を計算することで発射された弾体との交わる位置を導き出し、その経路に沿うようにして慣性航法によって飛翔することで命中させる。しかし飛翔経路は射撃前の追尾で得た未来予測位置のため、目標が急停止や不規則な動きを行っている場合は高い命中精度は期待できない。予期せぬ目標が出現した場合は追尾せずに即座に撃つことも可能である。
NLAWはソフトローンチを採用しており最初に低出力の点火装置を使用してランチャーから発射され、弾体が数メートル飛翔した後に主ロケットが発火し、そこから標的に向けて推進する。発射器後部にはカウンターマスとして塩水が充填され、発射時に後方へ噴射される爆炎を緩和する。こうした構造により、建物の内部や車両のハッチなどの限られたスペースから最大-45°までの角度で発射が可能である。弾体は初速40 m/sで発射され加速していき、距離400 mまでの飛翔時間は2秒未満となっている。

### 着弾時
着弾の際は目標を直撃するダイレクトアタック (DA) と目標直上で起爆するオーバーフライトップアタック (OTA) の2種類がある。トップアタックの際、NLAWは目標の1メートル上を飛ぶ飛翔経路を定め、弾体が発射されたのち目標直上に到達したら起爆し攻撃する。赤外線画像で誘導する対戦車ミサイルの様にシーカーで目標を捉え弾体ごと直撃する手法とは異なる。NLAWのOTAに関する構造は先に開発されたスウェーデンの対戦車ミサイルRBS 56B BILL 2と同様の性能を持っており、弾頭には光学センサーと磁気センサーで起動する信管を搭載している。光学センサーはレーザーを用いた距離計として働き弾体下の地面や目標との高さを計測、そして磁気センサーによる目標からの磁気の大きさを測定する事により弾頭を起爆させる最適な位置を決定する。これによって高い精度でのトップアタックが可能であり上部が弱点である戦車などに対して有効である。
弾頭部にはOTAを効果的に発揮するため、成形炸薬弾を弾体の真下に向けて起爆できるよう備え付けられている。成形炸薬そのものの貫通力は500 mmであるが目標の上空で起爆する性質上、距離的な空白がうまれてしまう。成形炸薬弾は起爆時から目標までの距離が大きいほど貫通力が軽減されるため、実際の攻撃時の目標への貫通力は500 mm未満とされる。しかしながら戦車上部の装甲は薄いため、貫通力が軽減されても有効な打撃力を与えることができる。また、真下に起爆する性質のため側面から直撃するDAモードでの射撃では装甲のある目標に対しては打撃力を与えることはできない。そのためトラックやバスなどのソフトターゲットに対して使用される。

## 同種武器との比較

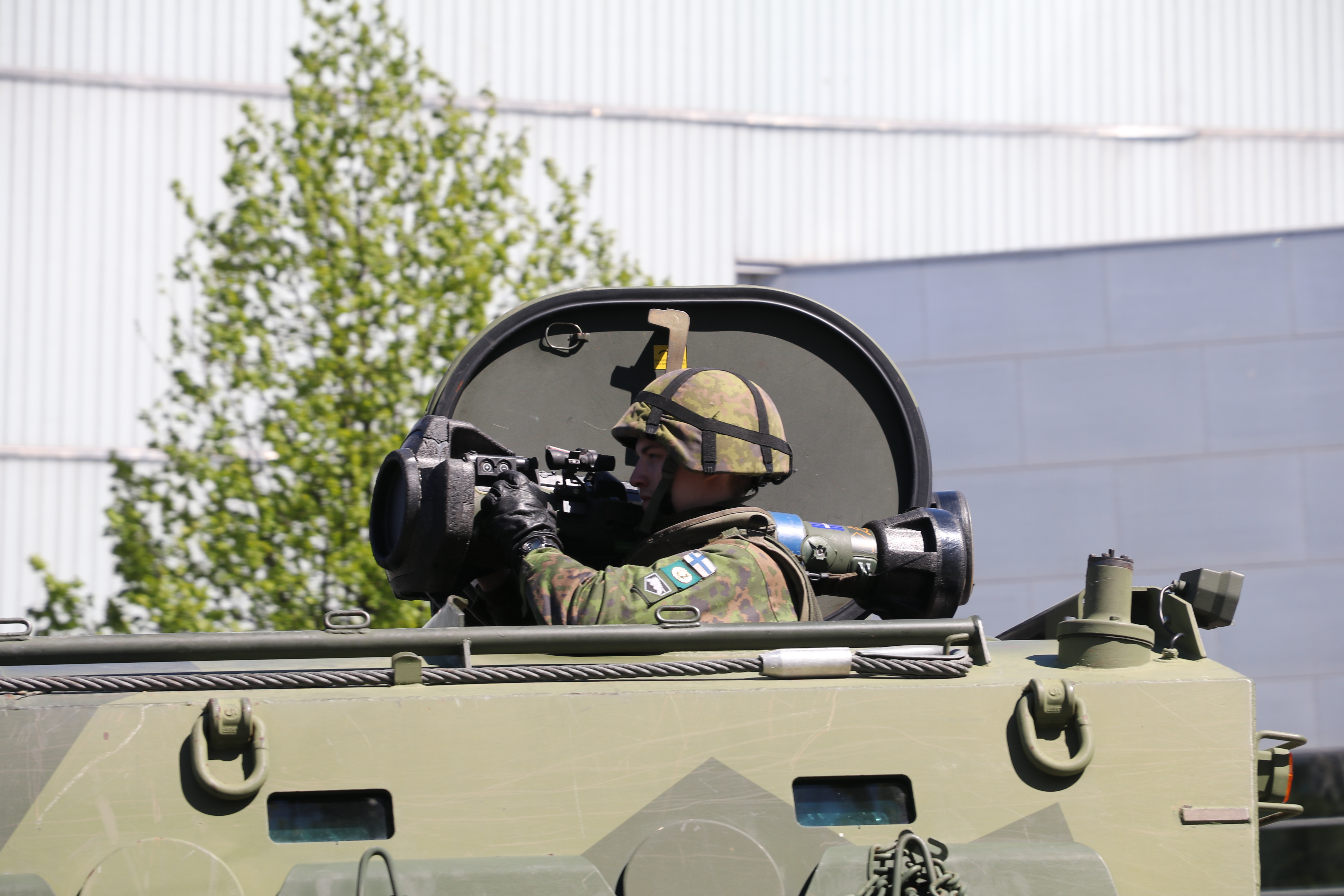
装甲車の天井ハッチからNLAWを構えるフィンランド軍兵士

他の携帯式対戦車武器と比較してみるとAT4やSMAW ロケットランチャー、RPG-7のような無誘導対戦車ロケット弾は、射線方向に対して直線的に飛翔を行うため目標までの距離が遠いほど射点での僅かなズレでも命中させるのが難しくなり、移動目標ともなれば偏差射撃を行わなければならないため射手には高い練度が必要になる。また、風などによる外的な環境要因によっても命中精度に悪影響が出るため、有効な命中精度を得るには近距離での運用に制限される。
一方、FGM-148 ジャベリンや01式軽対戦車誘導弾、スパイクに代表される赤外線画像 （IIR） 誘導式の対戦車ミサイルは、シーカーが目標を捉えていれば追尾して攻撃するので遠距離目標への高い命中精度を得ることができる一方、目標の赤外線放出が小さい場合は照準・追尾が困難なため攻撃時の使用に制限がある。トップアタックに関しても弾体ごと突撃する性格上発射後に一旦上昇する必要があるため、その過程の飛翔時には上昇のみにしか使われない距離的空白が生じる。ジャベリンを例に出すとトップアタックモードでの目標への最小射程は150メートルと長く、それ未満の近距離目標へは攻撃することができない。また、これらの武器は価格の高さや重い重量による取り扱いの難しさなどの問題もある。

## 類似する武器
- FGM-172 SRAW